# Zelný trh (Brno)
Zelný trh (německy Krautmarkt, v hovorovém jazyce často nazýván Zelňák či Zelný rynk, příp. i Zelné rynek) je náměstí v Brně v historickém centru města. Náměstí leží ve svahu těsně pod Petrovem, asi 400 metrů jižně od centrálního náměstí Svobody, a má přibližně obdélníkový tvar. Většina plochy je po část roku využita jako tržiště, kde se prodává ovoce, zelenina, květiny aj.
V roce 2010 byl veřejnosti představen posléze zamítnutý záměr soukromého investora vybudovat v dolní části náměstí podzemní garáže se 60 stáními.

## Historie

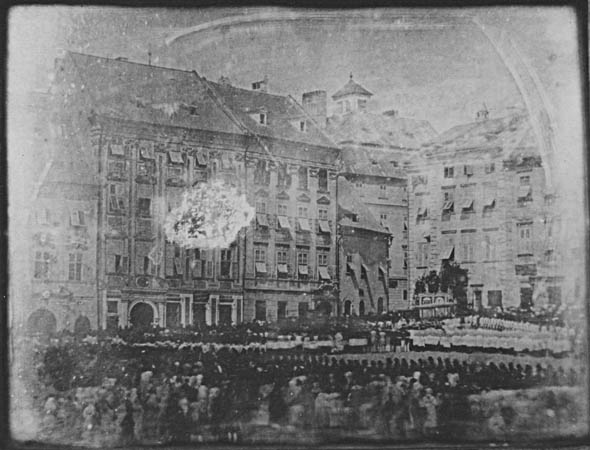
Tento snímek Slavnosti Božího těla na Zelném trhu, který 10. června 1841 vytvořil Bedřich Franz, je jednou z nejstarších reportážních fotografií na světě.

Tržiště, jehož původní název byl Horní trh, vzniklo v 13. století na tehdy ještě nezastavěném místě. Jeho součástí byly též Drůbeží trh, Hrnčířský trh a Vetešnický trh. Teprve až v 15. století dostal svůj dnešní název Zelný trh (německy Krautmarkt). Zelný trh byl i důležitým místem spravedlnosti – byl tu pranýř a klec pro zločince.
Profesor fyziky a matematiky Bedřich Franz zde 10. června 1841 v okně divadla Reduta vytvořil patrně nejstarší dochovanou reportážní daguerrotypii v českých zemích a jednu z nejstarších fotografií svého druhu na světě.
Historický ráz náměstí byl na konci 40. let 20. století narušen stavbou kryté tržnice, která vznikla na místě domů stržených za druhé světové války. Pod náměstím byly dále vybudovány kolektory.

## Významné objekty

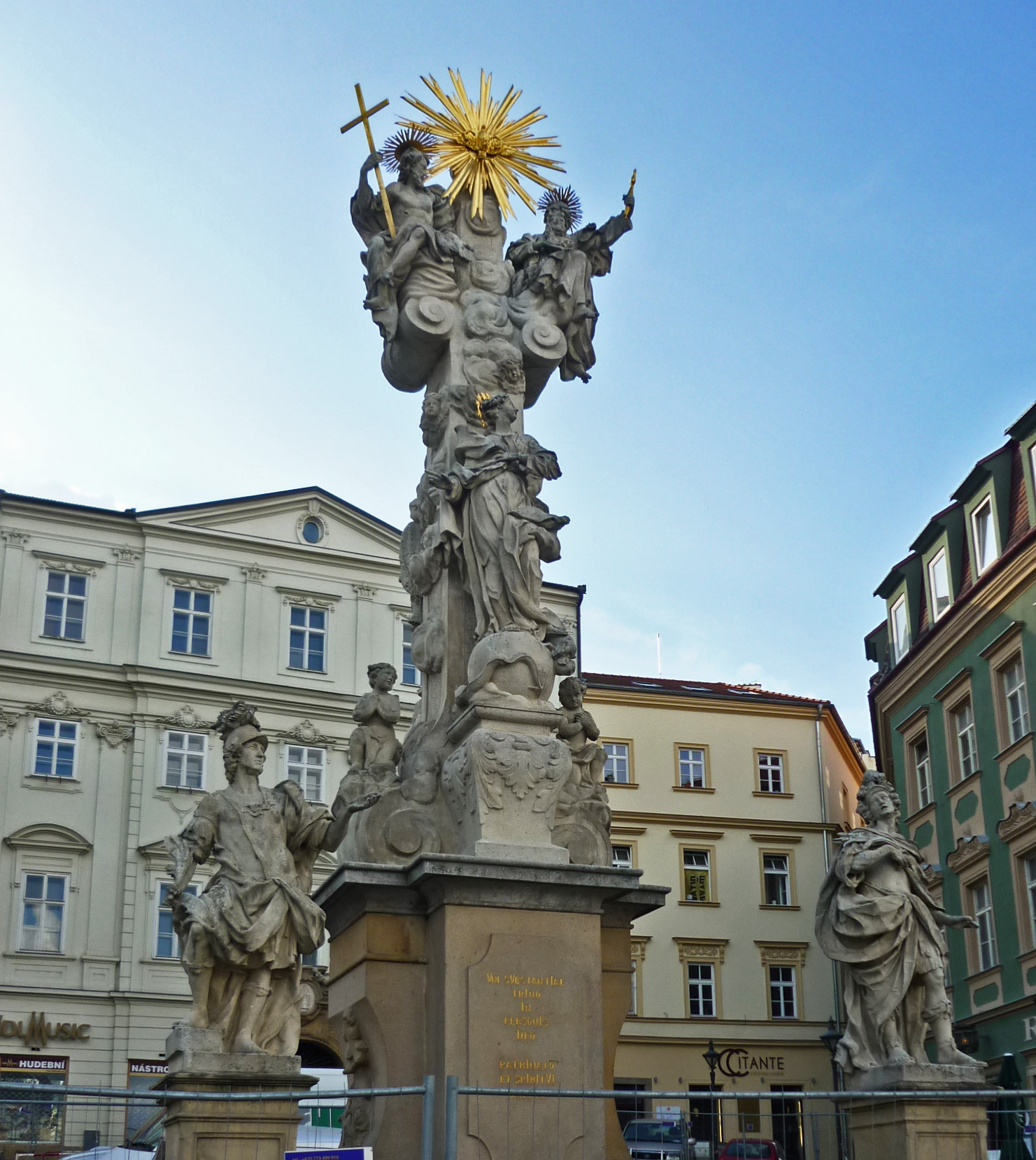
Sloup Nejsvětější Trojice

Dominantou náměstí je kašna Parnas z konce 17. století, nacházející se zhruba uprostřed prostranství. Kašnu projektoval Johann Bernhard Fischer z Erlachu, vystavěl ji v letech 1693–1695 Adam Tobiáš Kracker z Vídně.
V horní části náměstí stojí sloup Nejsvětější Trojice s plastikami Immaculaty, sv. Jana Nepomuckého, sv. Primitiva, sv. Konstantina a dvou andílků z období vrcholného baroka, dílo Antonína Schweigla z roku 1729.
K významným budovám okolo náměstí patří Dietrichsteinský palác (budova nejdříve vrchního zemského soudu, později Moravského zemského muzea), dále Divadlo Husa na provázku (palác Hausperských z Fanalu), palác opata žďárského kláštera, tzv. Malý Špalíček (který vznikl spojením čtyř domů gotického a renesančního původu) a divadlo Reduta. V čele dolní části náměstí pak stojí dominantní budova hotelu Grandezza, původně Cyrilometodějské záložny v Brně, kde v letech 1969–1990 sídlila právnická fakulta. Na nároží s ulicemi Starobrněnskou a Mečovou stojí funkcionalistická městská tržnice.

## Ve filmu
Zelný trh se objevil v následujících filmech:
- Modelář (2020, režie: Petr Zelenka) – scéna volebního mítinku Jana Zavadila[5]

## Fotografie

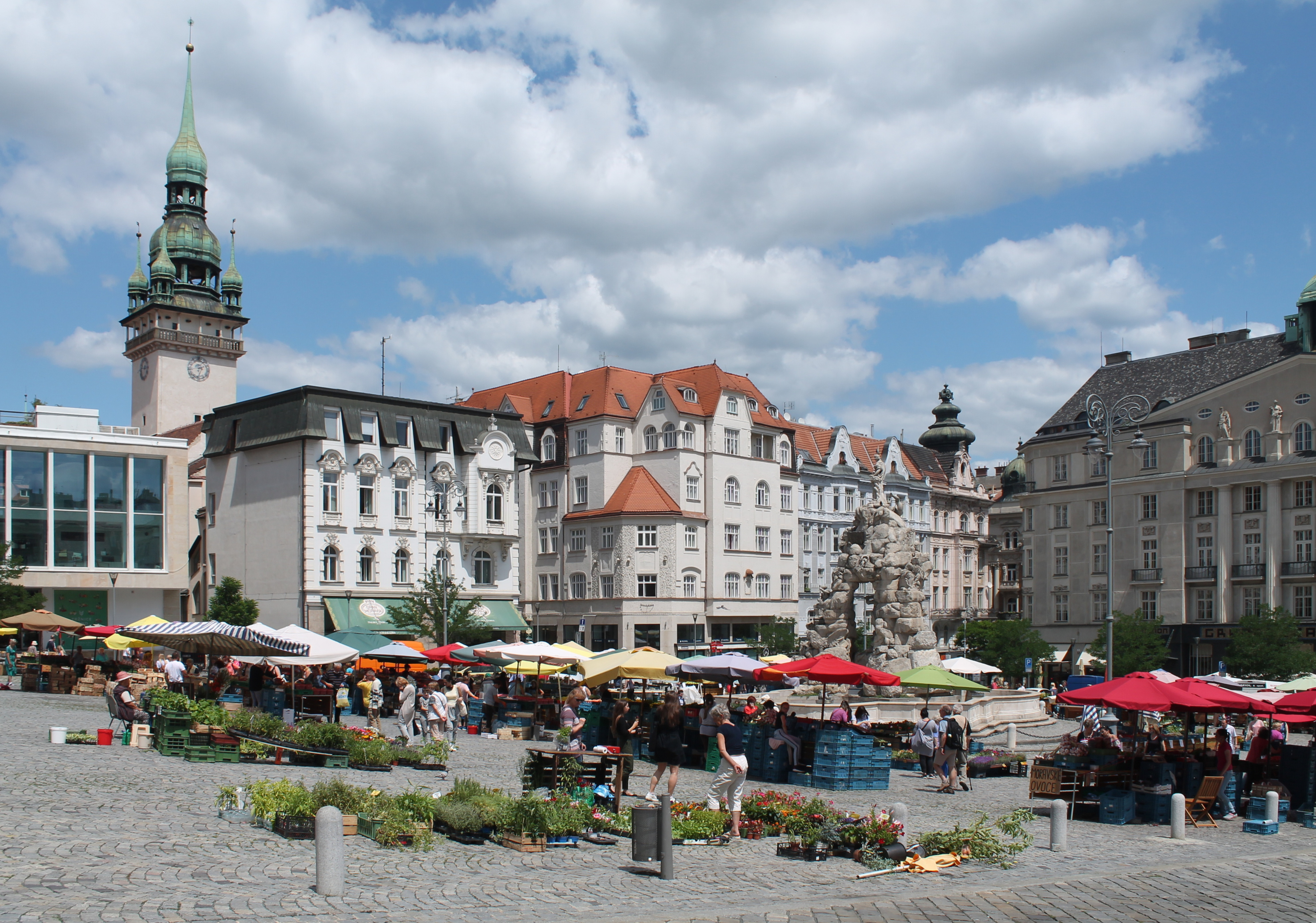
Náměstí v době trhové sezóny
Pohled na náměstí z věže Staré radnice
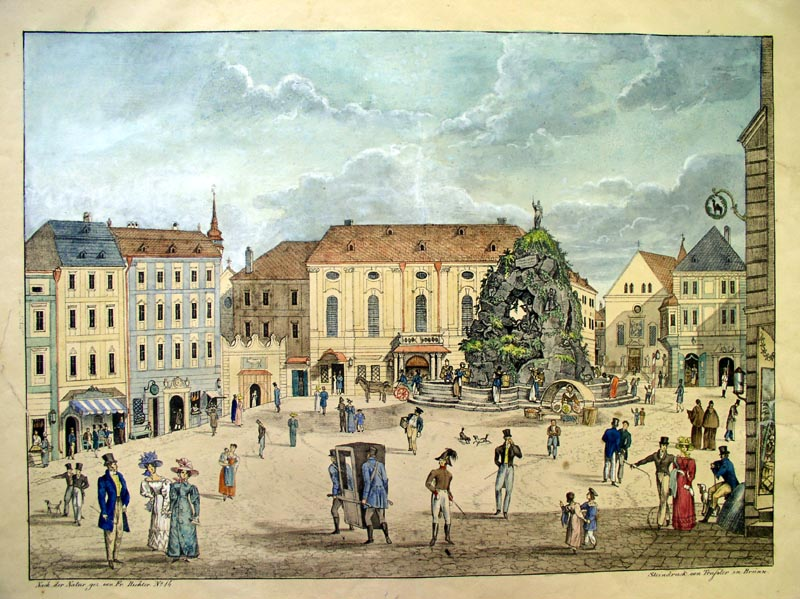
Zelný trh v roce 1827
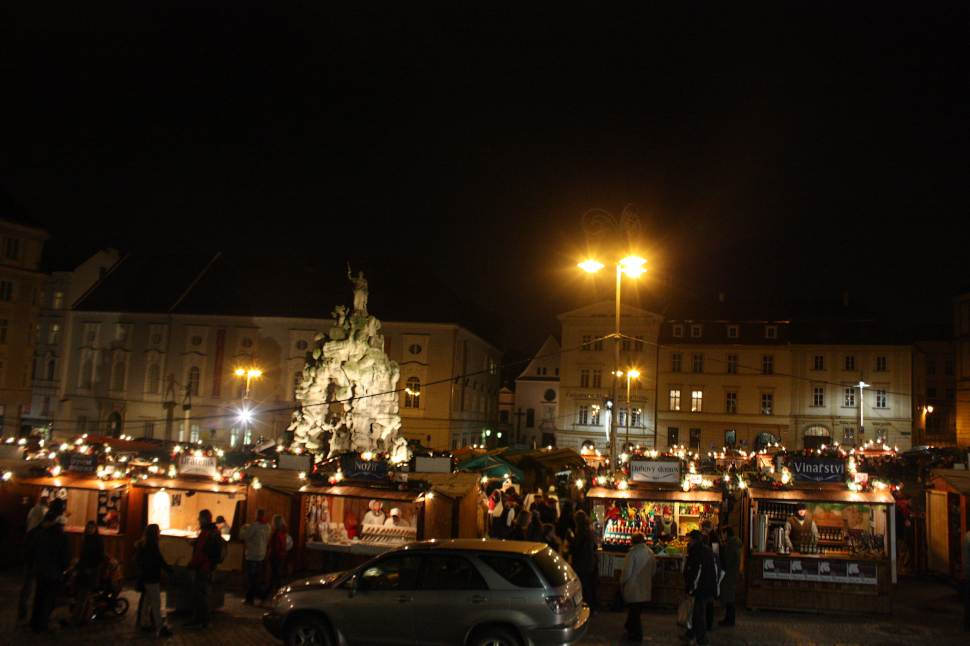
Vánoční trhy
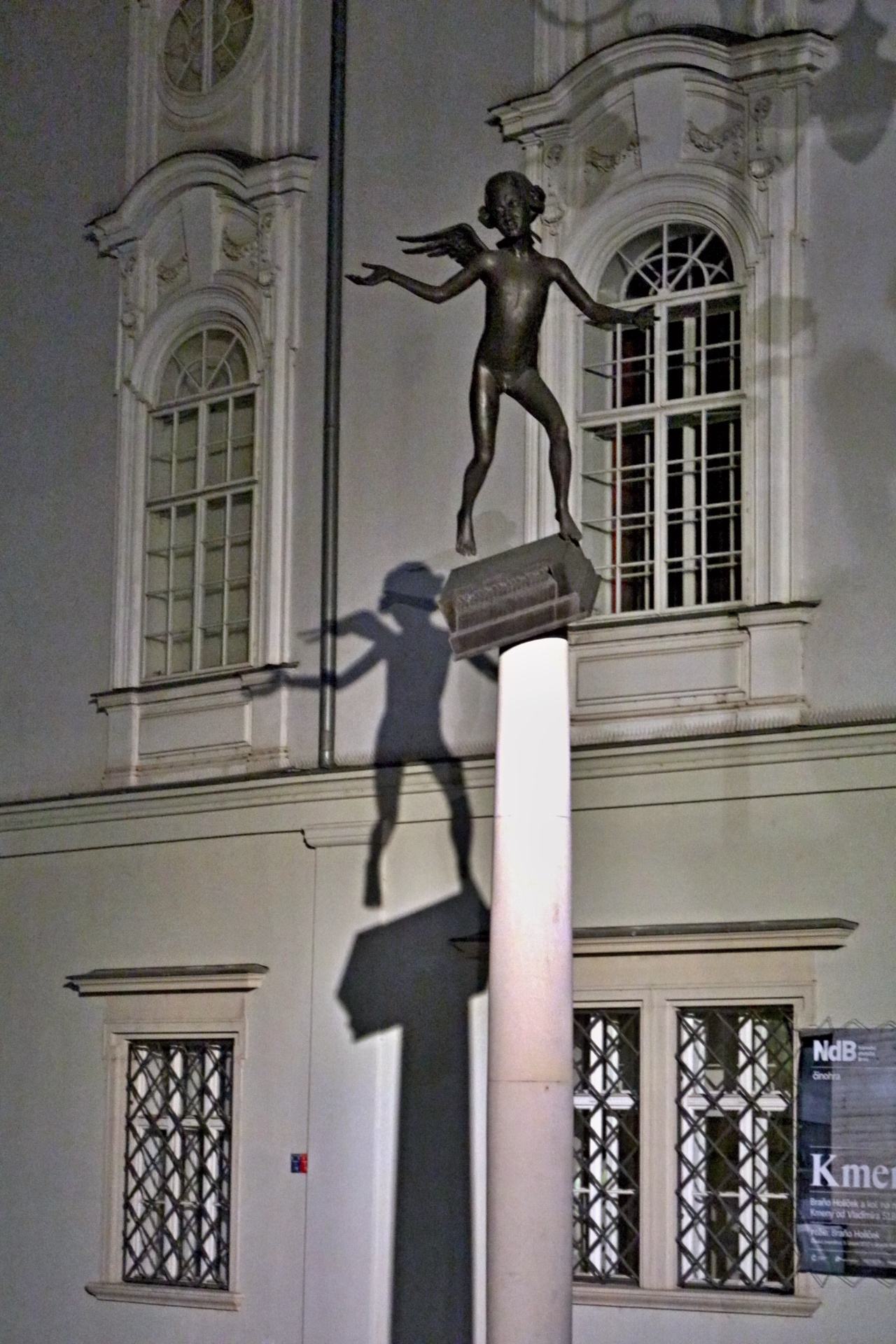
Socha malého Mozarta před divadlem Reduta
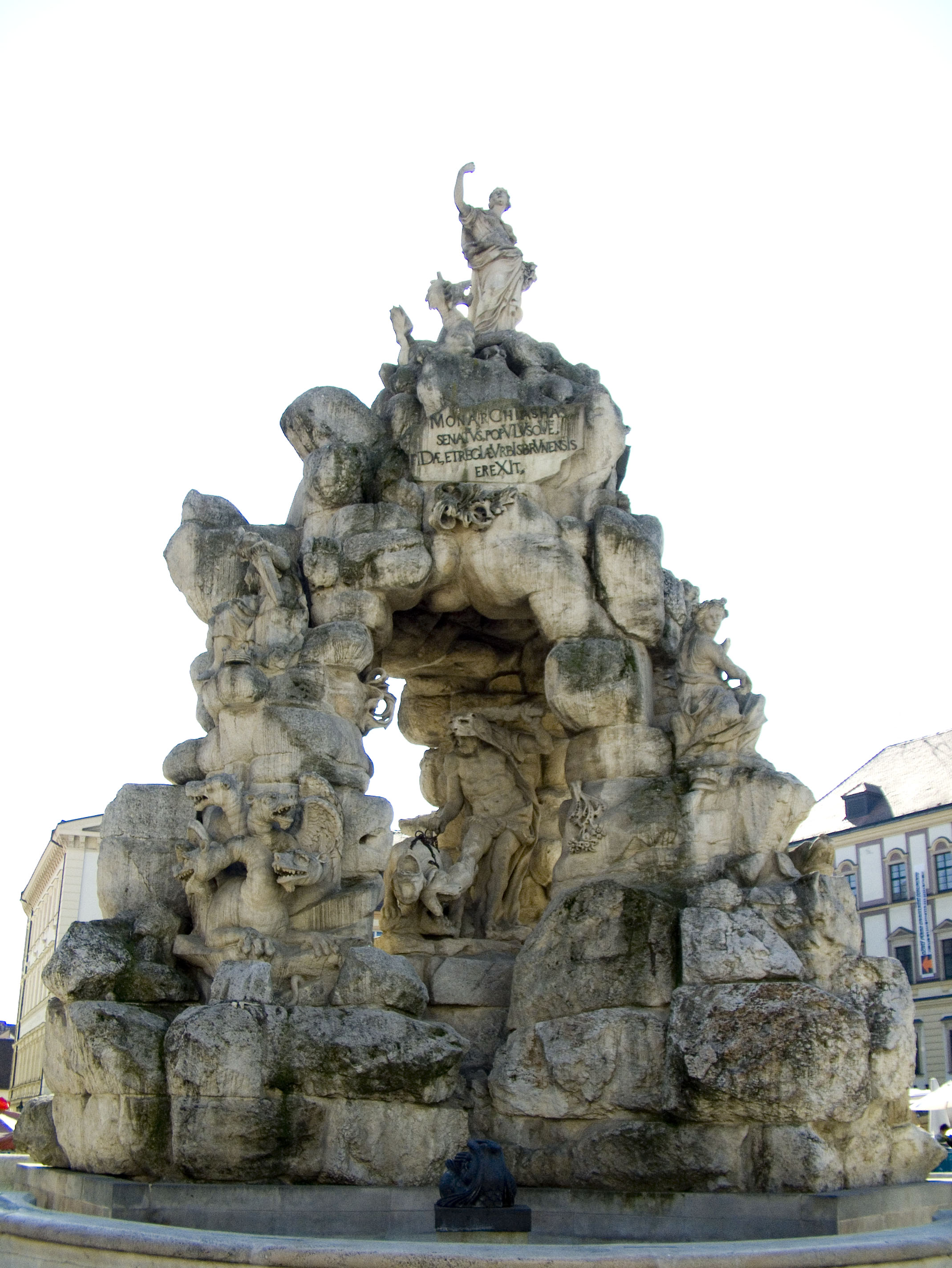
Kašna Parnas
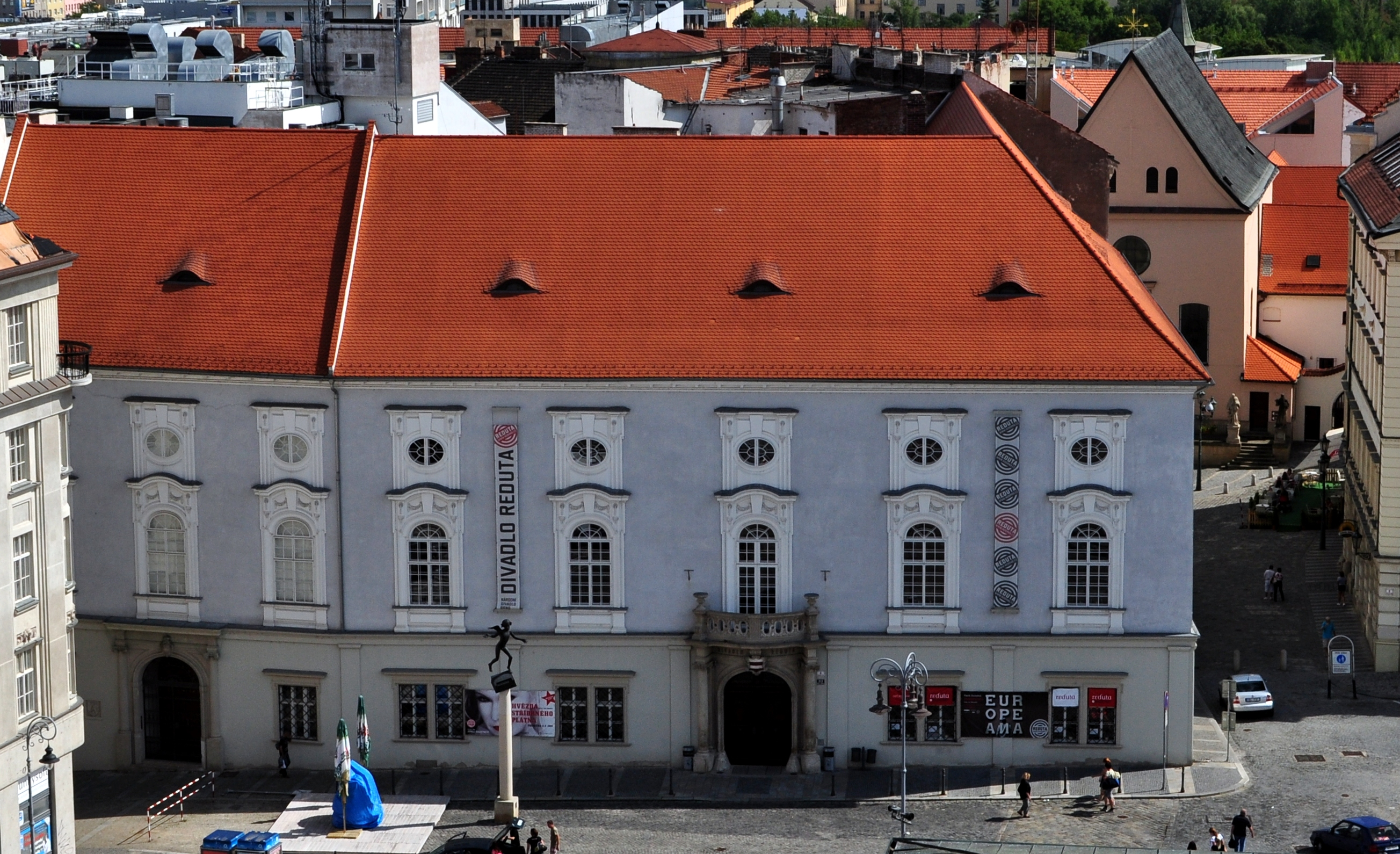
Divadlo Reduta z věže staré radnice
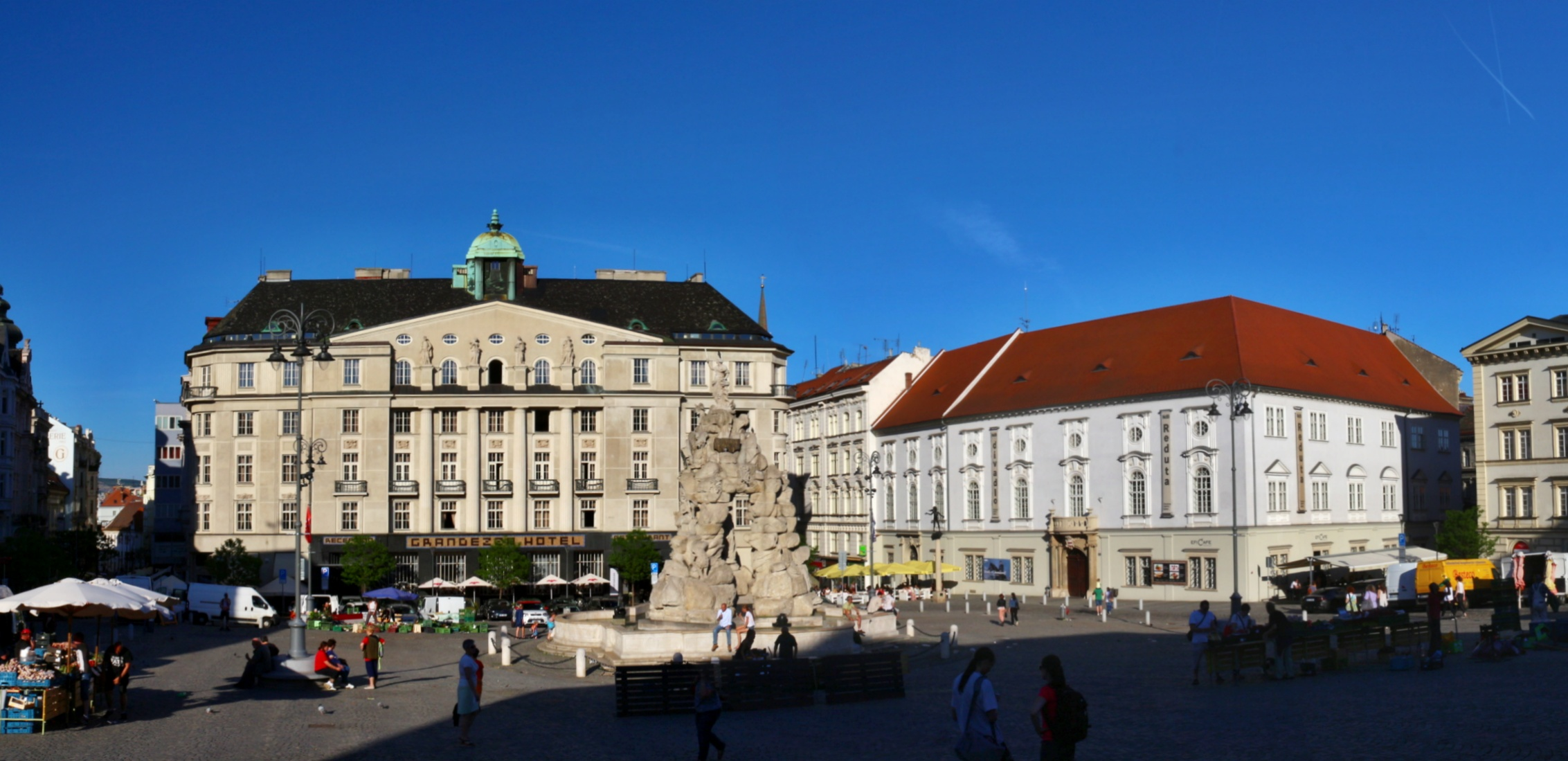
Hotel Grandezza a divadlo Reduta v dolní části náměstí